# Побоишна
Побоишна — река в России, протекает в Грязовецком и Междуреченском районах Вологодской области. Устье реки находится в 67 км по левому берегу реки Ихалица. Длина реки составляет 21 км.
Исток находится в 23 км к северо-западу от Солигалича близ границы с Костромской областью. Верхнее течение реки лежит в Грязовецком, а нижнее — в Междуреченском районе. Всё течение реки проходит по обширному, заболоченному ненаселённому лесному массиву. Крупнейший приток — Каменка (правый), генеральное направление течения — север.
Впадает в Ихалицу, которая в верхнем течении именуется также Мизюгой и Верхней Мизюгой.

## Данные водного реестра
По данным государственного водного реестра России относится к Двинско-Печорскому бассейновому округу, водохозяйственный участок реки — Северная Двина от начала реки до впадения реки Вычегда, без рек Юг и Сухона (от истока до Кубенского гидроузла), речной подбассейн реки — Сухона. Речной бассейн реки — Северная Двина.
По данным геоинформационной системы водохозяйственного районирования территории РФ, подготовленной Федеральным агентством водных ресурсов:
- Код водного объекта в государственном водном реестре — 03020100312103000007469
- Код по гидрологической изученности (ГИ) — 103000746
- Код бассейна — 03.02.01.003
- Номер тома по ГИ — 03
- Выпуск по ГИ — 0